# Deià...Vu
Deià...Vu és l'onzè àlbum d'estudi de Kevin Ayers, gravat en desembre del 1980 i llançat a Espanya després d'un remix l'agost del 1984. Totes les peces són obra d'en Kevin Ayers excepte la 6 que és d'en Bob Dylan. Va ser gravat als estudis Maller, a Palma.
El nom està inspirat en el poble on residia l'autor, Deià.

## Peces
1. Champagne and Valium
2. Thank God for a Sense of Humor
3. Take It Easy
4. Stop Playing with My Heart (You Are a Big Girl)
5. My Speeding Heart
6. Lay Lady Lay
7. Stop Playing With My Heart II
8. Be Aware of the Dog

## Hi intervenen
- Kevin Ayers / Guitarra, Veu
- Joan Bibiloni
- Daniel Lagarde
- Quique Villafania
- Jorge Pardo
- Linda Novit
- Ollie Halsall (5)
- Zanna Gregmar (5)
- Miguel Figuerola (7)